# Nabuchodonosor IV

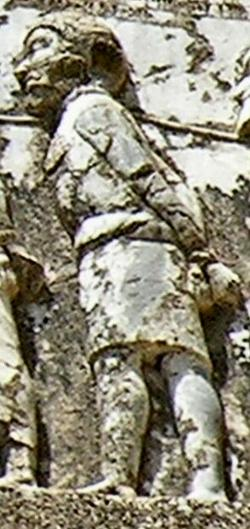
Nabuchodonosor IV sur l'inscription de Behistun.

Pour les articles homonymes, voir Nabuchodonosor.
Nabuchodonosor IV, connu aussi sous le nom d'Arakha, est un éphémère roi de Babylone.

## Histoire
Après qu'il a capturé et fait exécuter Nabuchodonosor III le 21 décembre 522 av. J.-C., Darius Ier règne sur Babylone jusqu'au 8 septembre 521 av. J.-C.
Ce jour, Arakha se proclame roi sous le nom de Nabuchodonosor IV.
Darius envoie alors son armée combattre l’usurpateur, qui est capturé le 27 novembre.